# Dom Sztuki Tacheles

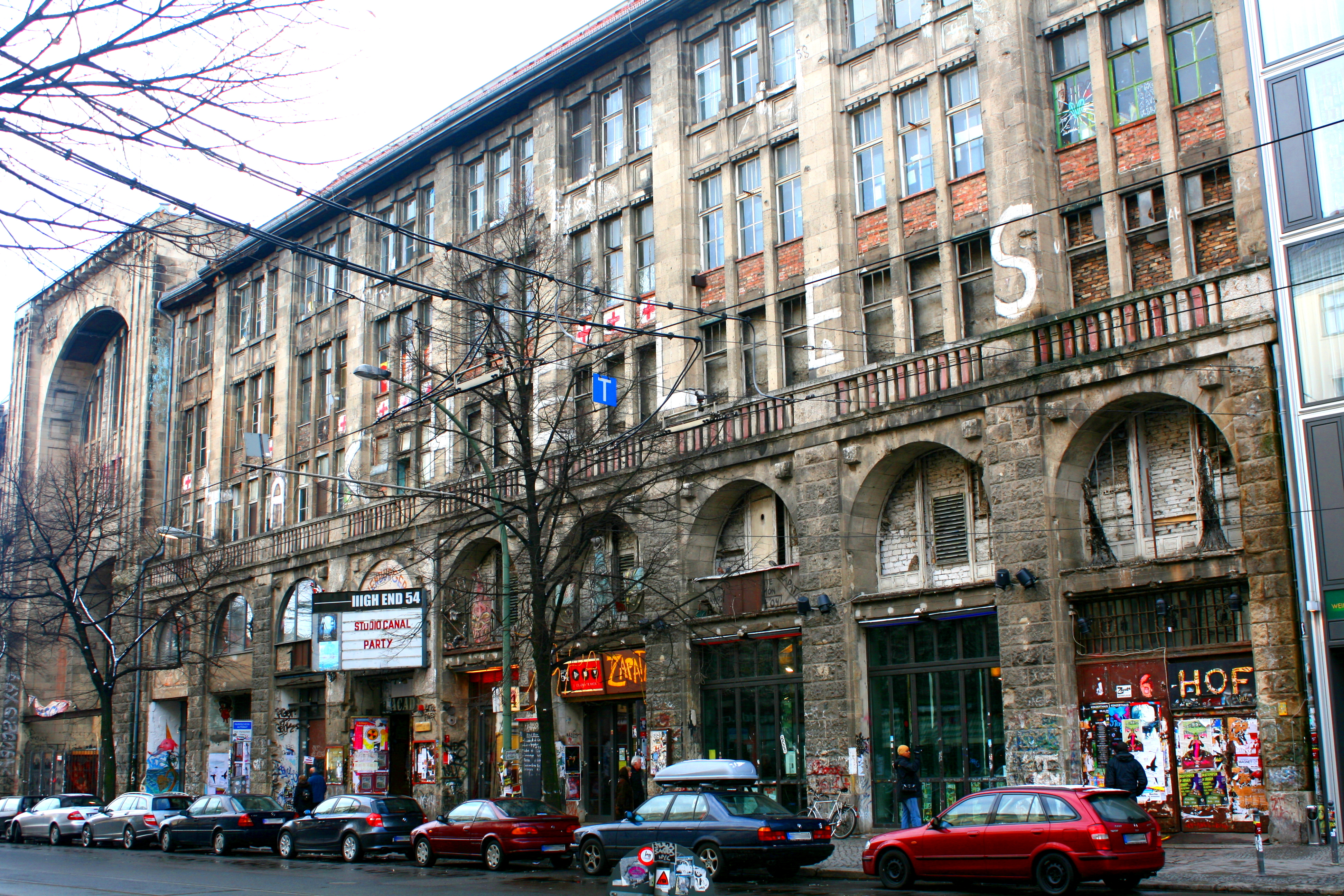
Dom Sztuki Tacheles przy Oranienburger Straße

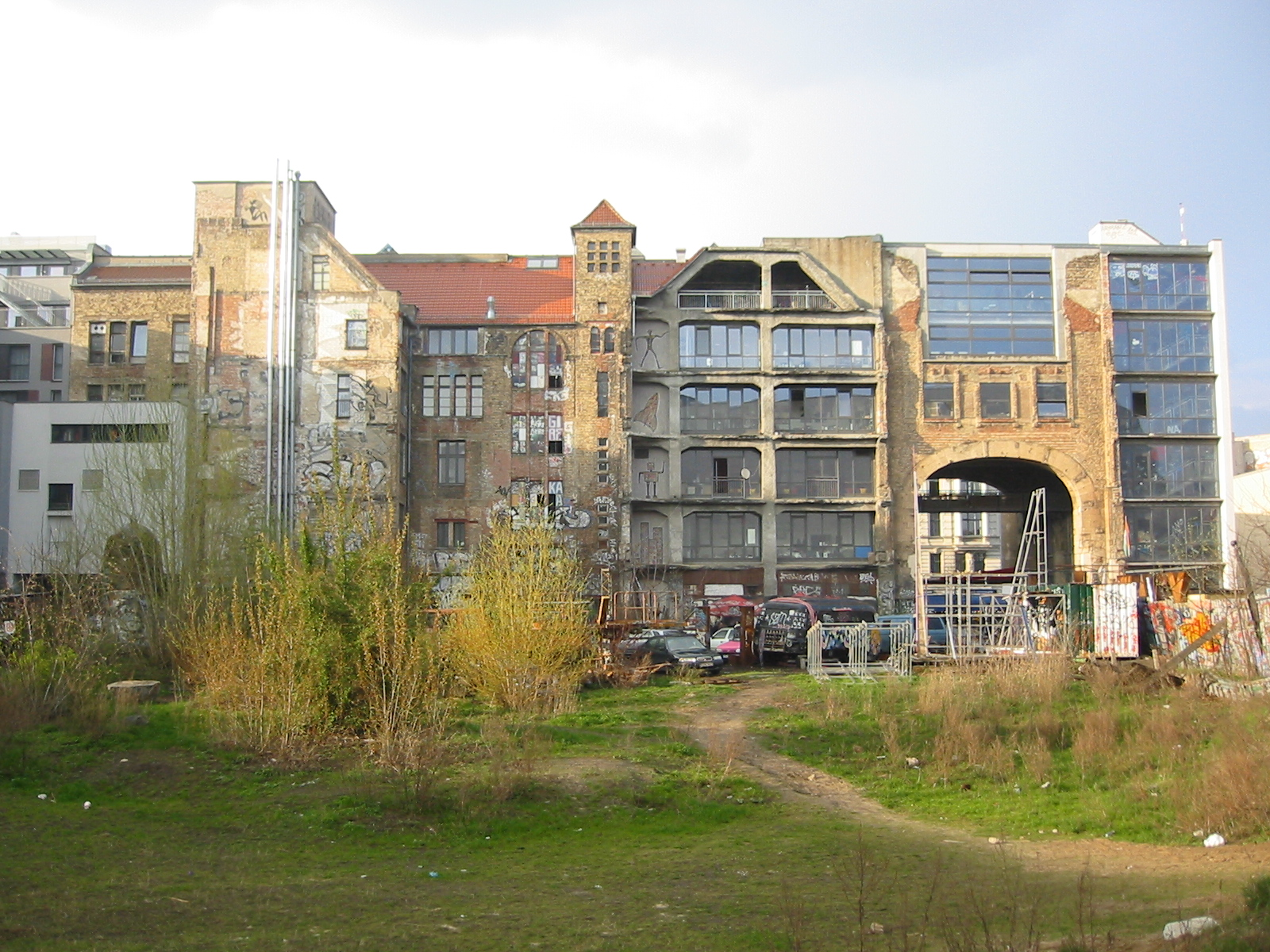
Widok od zaplecza

Dom Sztuki Tacheles (niem. Kunsthaus Tacheles) – samorządne, wspólnotowe centrum sztuki i imprez przy Oranienburger Straße w berlińskiej dzielnicy Mitte (Śródmieście). Użytkuje uratowaną przed wyburzeniem część dawnego domu towarowego koncernu Wertheima.

## Pochodzenie nazwy
Zwrot „mówić tacheles“ pochodzi z języka hebrajskiego: tachlit (תכלית) i oznacza „Cel“, „Przeznaczenie“ i odpowiada w języku jidysz „mówić otwartym tekstem“, „mówić bez eufemizmów”, „mówić o kłopotliwych sprawach”.
Inicjatywa artystów „Tacheles” która zajęła budynek w roku 1990 nadała mu taką nazwę w nawiązaniu do problemów, związanych z otwartym wygłaszaniem poglądów za czasów NRD. Wtedy wiele nie odpowiadających władzom poglądów na temat muzyki, filmu i sztuk plastycznych trzeba było ukrywać za dwuznacznościami. Celem inicjatywy artystów, którzy zajęli budynek, stało się przełamanie tej dwuznaczności, wypowiadanie się otwartym tekstem. Z czasem nazwa grupy „Tacheles” przeniosła się na sam budynek. Być może wybór nazwy wiązał się z bliskością wielkiej synagogi przy Oranienburger Straße róg Tucholskystraße.

## Historia

### Friedrichstraßenpassage
Budynek został wzniesiony w latach 1907–1908 w ciągu piętnastu miesięcy pod kierownictwem cesarskiego radcy budowlanego Franza Ahrensa i w roku 1909 otwarty jako dom towarowy pod nazwą Friedrichstraßenpassage. Budynek znajdował się między Friedrichstraße i Oranienburger Straße, z wejściami od obu ulic.
W tym czasie pasaż ten był drugim co do wielkości pasażem handlowym w Berlinie (po Kaiserpassage przy ulicy Unter den Linden). Koszty budowy wyniosły siedem milionów marek w złocie.
Pięciokondygnacyjny budynek wzniesiono w konstrukcji żelbetowej i zwieńczono kopułą z tego samego budulca. Obok przykrytego szklanym dachem pasażu rozmieszczono wiele pomieszczeń handlowych. Architektura wczesnomodernistyczna łączyła się z wystrojem zawierających elementy gotyku i klasycyzmu. Budynek wyposażono w instalację poczty pneumatycznej.
Pasaż był zarządzany przez spółkę akcyjną utworzoną przez użytkowników lokali handlowych. Już w sierpniu 1908, w pół roku po otwarciu pasażu, spółka była zmuszona ogłosić upadłość. W roku 1909 pasaż został przejęty przez koncern Wertheima, który zarządzał nim do roku 1914. Jeszcze przed I wojną światową doszło do zlicytowania budynku.
W roku 1924 dobudowano w podziemiu pomieszczenie skarbca.

### Dom Techniki
Pasaż został w roku 1928 przejęty przez Berliner Commerz- und Privatbank, nazwany „Domem Techniki“ i użytkowany przez AEG.

### Pod władzą hitlerowską

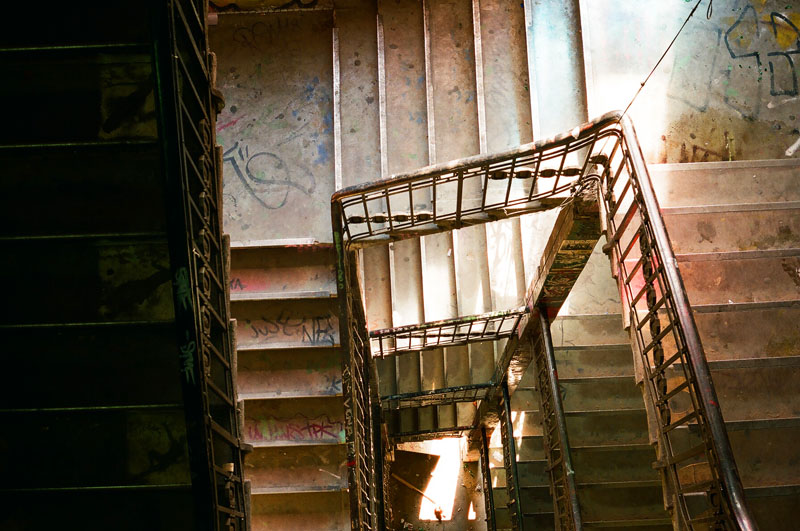
Główna klatka schodowa Tacheles

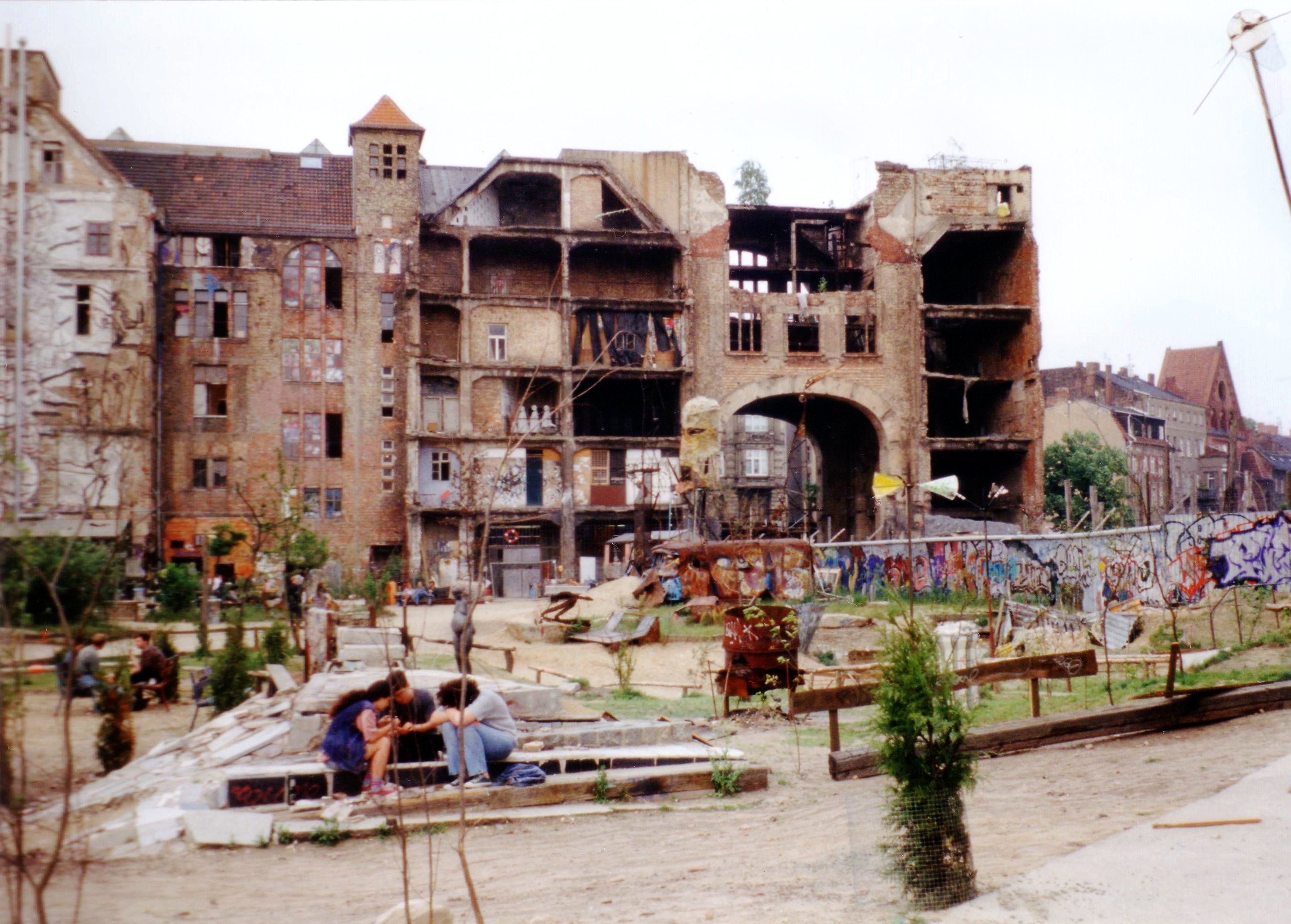
Tacheles, 1995

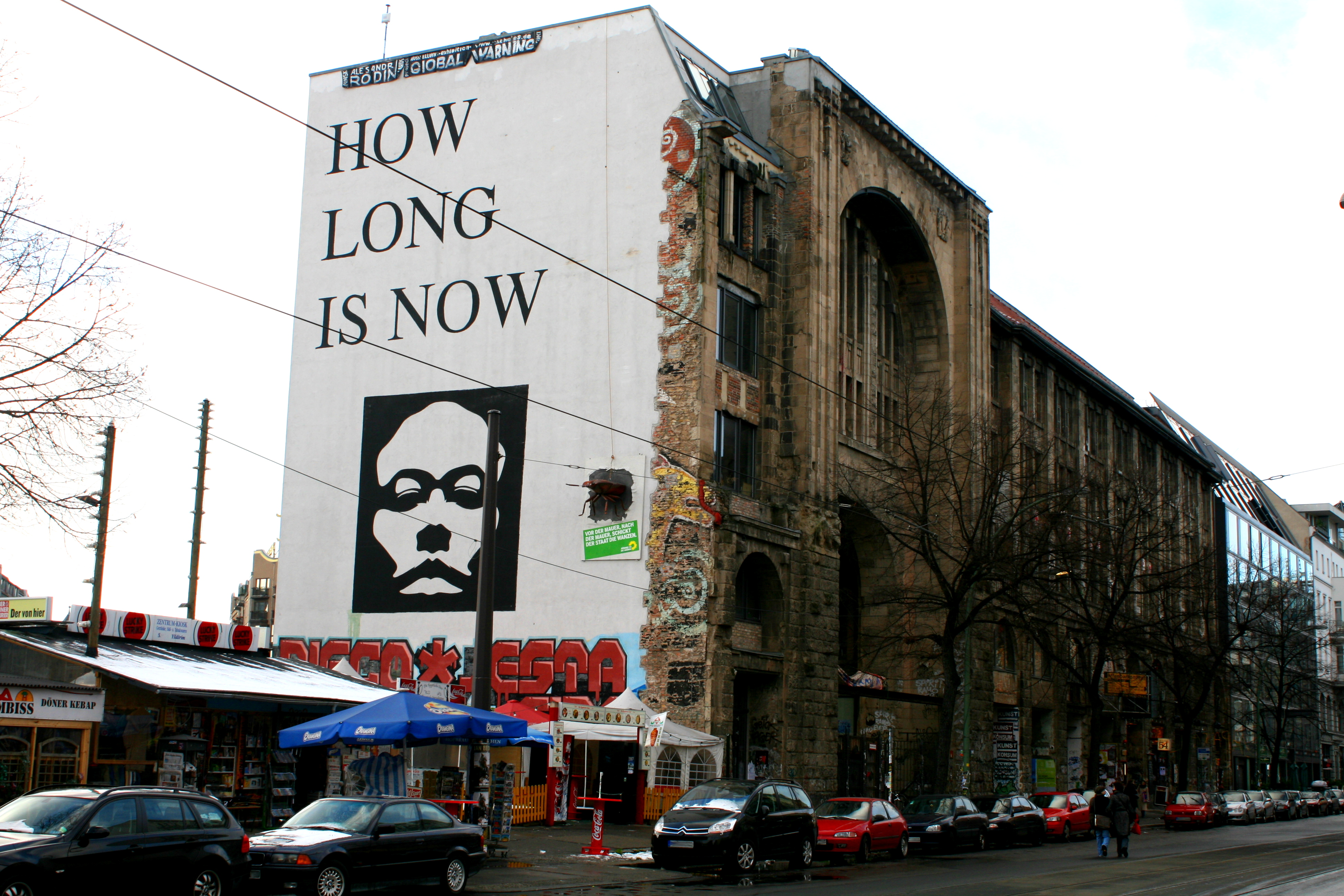
Wschodnia ściana pokryta Graffiti

Od początku lat trzydziestych budynek był coraz intensywniej użytkowany przez członków NSDAP. Mieściły się w nim m.in. biura Niemieckiego Frontu Pracy (Deutsche Arbeitsfront). W roku 1941 NSDAP przejęło pasaż na własność.
Podczas walk o Berlin 1945 dolną kondygnację piwnic zalano wodą, i do naszych czasów pozostawiono w tym stanie. Części kompleksu zostały uszkodzone wskutek działań wojennych.

### Użytkowanie za czasów NRD
W roku 1948 częściowo zburzony budynek został przejęty przez związki zawodowe NRD (FDGB). Wskutek braku konserwacji niszczał coraz bardziej. Do budynku wprowadzały się zakłady rzemieślnicze, Niemieckie Biuro Podróży zajęło część pomieszczeń parteru i pomieszczenia na piętrach. Do innych pomieszczeń wprowadziła się szkoła cyrkowa, zakład fryzjerski dla psów, szkoła handlu zagranicznego i biura zakładów produkujących urządzenia teletechniczne. Skarbiec w podziemiu zajęła armia NRD. Okresowo działało kino „Camera”.

### Roboty rozbiórkowe
Mimo stosunkowo niewielkich zniszczeń wojennych na podstawie ekspertyz statycznych z lat 1969 i 1977 przeznaczono budynek do rozbiórki. Przez teren miała przebiegać ulica łącząca Oranienburger Straße i Friedrichstraße. W roku 1980 rozpoczęły się prace rozbiórkowe. Wysadzono w powietrze część budynku z kopułą. Według  planu reszta budynku miała być zburzona w kwietniu 1990.

### Inicjatywa artystyczna Tacheles
Na krótko przed planowaną zagładą budynku 13 lutego 1990 budynek został zajęty przez „Inicjatywę artystyczną Tacheles”. Artyści powołując się na prawo o ochronie zabytków próbowali wstrzymać rozbiórkę. Przy Okrągłym Stole przedstawili pilny wniosek o tymczasowym wstrzymaniu rozbiórki. Na podstawie nowej, pozytywnej ekspertyzy budynek wpisano na listę obiektów zabytkowych, kolejna ekspertyza z 18 lutego 1992 ostatecznie ocaliła budynek.
Artyści szybko zagospodarowali budynek, powstały sale wystawowe, pracownie i galerie z dziełami sztuki współczesnej. W „błękitnym salonie” o powierzchni 400 m² odbywają się koncerty i odczyty. W „złotej sali” na pierwszym piętrze występują teatry offowe.
W latach 1996 i 1997 odbyło się wiele dyskusji z politykami, socjologami i architektami w ramach cyklu „Metropolia Berlin, architektura szybkościowa”. W roku 1998 grupa kapitałowa Fundus wykupiła teren za 2,8 mln DM. Zamówiono u amerykańskiego architekta Andrésa Duany’ego projekt zagospodarowania terenu, lecz dotychczas nie znalazł się inwestor gotów zainwestować w taką zabudowę.
Spółka Tacheles wynegocjowała symboliczny czynsz 1 DM za metr kwadratowy za okres do 31 grudnia 2008. Po tym terminie spółka ogłosiła upadłość. Wierzyciel dążył do licytacji terenu, lecz w dniu 4 kwietnia 2011 zaniechano licytacji. Osiemdziesięciu artystów pozostało w swoich pracowniach.
8 grudnia 2011 trzydziestu ochroniarzy obsadziło pomieszczenia na piątej kondygnacji zajmowane przez białoruskiego artystę Aleksandra Rodina. Sąd krajowy w Berlinie wydał 26 marca 2012 komunikat prasowy stwierdzający bezprawność tej akcji.

### Wielofunkcyjny zespół budynków Am Tacheles
Od 2018 roku trwa budowa wielofunkcyjnego zespołu Am Techeles obejmującego oprócz zachowanego obiektu również przyległy teren w kwartale pomiędzy ulicami Oranienburger Straße, Johannisstraße i Friedrichstraße. Zaplanowano zrealizowanie łącznie 10 budynków o funkcjach mieszkalnych, biurowych, kulturalnych i handlowych. W oryginalnym, zabytkowym budynku przewidziano prowadzenie działalności kulturalnej. W przestrzeni tej będzie miało siedzibę muzeum fotografii Fotografiska Berlin. Za projekt całej inwestycji odpowiada szwajcarskie biuro architektoniczne Herzog & de Meuron we współpracy z niemieckimi pracowniami Grüntuch Ernst Architekten, Brandlhuber i Muck Petzet Architekten.